# Saprinus lucemseductus
Saprinus lucemseductus är en skalbaggsart som beskrevs av Kanaar 2008. Saprinus lucemseductus ingår i släktet Saprinus och familjen stumpbaggar. Inga underarter finns listade i Catalogue of Life.